# 香港政府合署
香港政府合署（英語：Hong Kong Government Offices）是指由香港政府興建以供應多個政府部門合署辦公的辦公大樓，部分同類建築也命名為「政府大樓」。除了供政府部門辦公外，很多時該地區的公共設施，如圖書館、游泳池、體育館、街市或其他市政建築（市政大廈）也會位於同一幢大樓。
現時除了南區，全香港各個區域都設有政府合署。

## 香港政府合署列表

### 香港島
- 政府總部
- 海港政府大樓
- 金鐘道政府合署
- 灣仔政府大樓/入境事務大樓/稅務大樓
- 北角政府合署
- 新翠花園政府合署

### 九龍西
- 庫務大樓
- 九龍政府合署
- 何文田政府合署
- 旺角政府合署
- 深水埗政府合署（深水埗郵政局大樓）
- 長沙灣政府合署
- 荔枝角政府合署（原市政總署訓練學院）
- 西九龍政府合署
- 馬頭角道政府合署（原香港屋宇建設委員會總部）
- 土瓜灣市政大廈暨政府合署
- 九龍城政府合署（位於紅磡）
- 工業貿易大樓
- 培正道政府合署

### 九龍東
- 牛頭角政府合署
- 東九龍政府合署
- 龍翔辦公大樓

### 新界東
- 沙田政府合署
- 西貢政府合署
- 西貢將軍澳政府綜合大樓
- 大埔政府合署
- 北區政府合署
- 打鼓嶺鄉村中心政府大樓
- 沙頭角鄉村大樓

### 新界西
- 荃灣政府合署
- 葵興政府合署
- 屯門政府合署
- 大興政府合署
- 元朗政府合署
- 坪洲政府合署
- 梅窩政府合署
- 大澳政府合署

## 其他
香港政府亦租用不少私人物業作辦公室用途，例如胡忠大廈、始創中心、創紀之城2期、6期等。

## 前政府合署
- 中區政府合署（現改作律政中心）
- 廣東道政府合署（已拆卸，重建為港鐵柯士甸站及The Austin）
- 新蒲崗政府合署（已拆卸，重建為譽·港灣及Mikiki）
- 觀塘政府合署（已拆卸）
- 舊沙田政府合署（已拆卸，重建為嘉御山）